# جائزة إسبانيا الكبرى للدراجات النارية 1990
جائزة إسبانيا الكبرى للدراجات النارية 1990 هو سباق دراجات نارية أقيم بتاريخ 6 مايو 1990 في حلبة خيريز. كان الجولة الثالثة من أصل 15 في سباق الجائزة الكبرى للدراجات النارية موسم 1990. فاز الأسترالي واين غاردنر بفئة 500 سي سي بينما جاء الأمريكي وين ريني في المركز الثاني وحصل على المركز الثالث الأمريكي كيفن شوانتز.

## وصلات خارجية
- الموقع الرسمي